# Dušan Silni
Dušan Silni (szerbül:  Душан Силни), IV. István Uroš szerb cár (Dušan Silni, azaz Dusán a hatalmas) nevét felvett szerb félkatonai alakulat volt, amely részt vett a horvátországi háborúban. Az egységet a Szerb Megújhodási Mozgalom nevű párt tagjai alkották. Mirko Jović, az SNO elnöke a párt nevében önkénteseket gyűjtött, és kiküldte őket a harcterekre.
Folyamatban van az a per 1991-ben a szerémségi Hosszúlovász községben 70 civil meggyilkolása ügyében indítottak az egység tagjai ellen. 2012. június 26-án a belgrádi Legfelsőbb Bíróság Háborús Bűnügyi Osztálya a Jugoszláv Néphadsereg és a Dušan Silni félkatonai egység tizennégy tagját összesen 128 év börtönbüntetésre ítélte, de 2014. január 9-én a Fellebbviteli Bíróság Belgrádban hatályon kívül helyezte az ítéletet, és elrendelte a hosszúlovászi bűncselekmények ügyében indított per újratárgyalását.

## Fordítás
Ez a szócikk részben vagy egészben  a(z)   Душан Силни (паравојна формација) című szerb Wikipédia-szócikk ezen változatának fordításán alapul.  Az eredeti cikk szerkesztőit annak laptörténete sorolja fel. Ez a jelzés csupán a megfogalmazás eredetét és a szerzői jogokat jelzi, nem szolgál a cikkben szereplő információk forrásmegjelöléseként.